# Manuel Serrat Crespo
Manuel Serrat Crespo (Barcelona, 1942 - Barcelona, 30 d'agost de 2014) fou un editor, novel·lista, dramaturg i traductor català.
Fill del poeta Manuel Serrat i Puig i germà de l'actor i director teatral, Xavier Serrat, va cursar estudis universitaris de Dret. Gran viatger, va recórrer Àsia i Àfrica, especialment els països de l'àrea francòfona i va conèixer les obres dels autors locals, desconeguts molts d'ells més enllà de les seves fronteres. Des de 1956 es va bolcar en la literatura, en concret en la traducció del francès, espai on va destacar tant per la qualitat del seu treball, com per la varietat d'autors, rigor i exigència en l'ofici. Va ser, en paraules del diplomàtic francès, Bernard Valero, «un dels mosqueters d'Alexandre Dumas, i més concretament, Porthos, el més gran, el més batallador, el més loquaç, el més atractiu», per la seva defensa tancada de l'ofici i l'exigència davant les editorials que es reconegués el treball dels bons traductors.
Va traduir l'obra de Daniel Pennac (que el va convertir en personatge d'una de les seves novel·les), de Jean Cocteau, Jules Vallès, Marcel Proust, Honore Balzac, Stendhal, o Assia Djebar, entre molts centenars de títols, i va col·laborar amb freqüència amb la Universitat Autònoma de Barcelona en el seu Departament de Filologia Francesa i Romànica. Com a editor, destaca la de Los cantos Maldoror, de Lautréamont (Editorial Càtedra) i com a autor, no es va quedar enrere amb algunes obres singulars com a Autopista 69 (1969), El caníbal: ceremonia antropofágica (1973), Anna o la venjança (1988) o Maruyme, diario de viaje, un estudi profund sobre un inexistent poeta japonès. Va ser també director de la revista Assaig de Teatre.
Membre del Conseil Européen des Associations des Traducteurs Littéraires (CEATL) i de l'Associació Col·legial d'Escriptors de Catalunya (ACEC), no només per la seva obra, sinó també «pel seu caràcter d'agitador del diàleg intercultural i activista en la construcció de ponts afectius», el 1999 va ser nomenat Chevalier dans l'Ordre des Palmes Academiques i, el 2003, Officier des Arts et des Lettres de la República Francesa. En 2014, ja mort, el govern d'Espanya li va atorgar la Medalla d'Or al mèrit en les Belles arts.